# Sistema de las tres clases

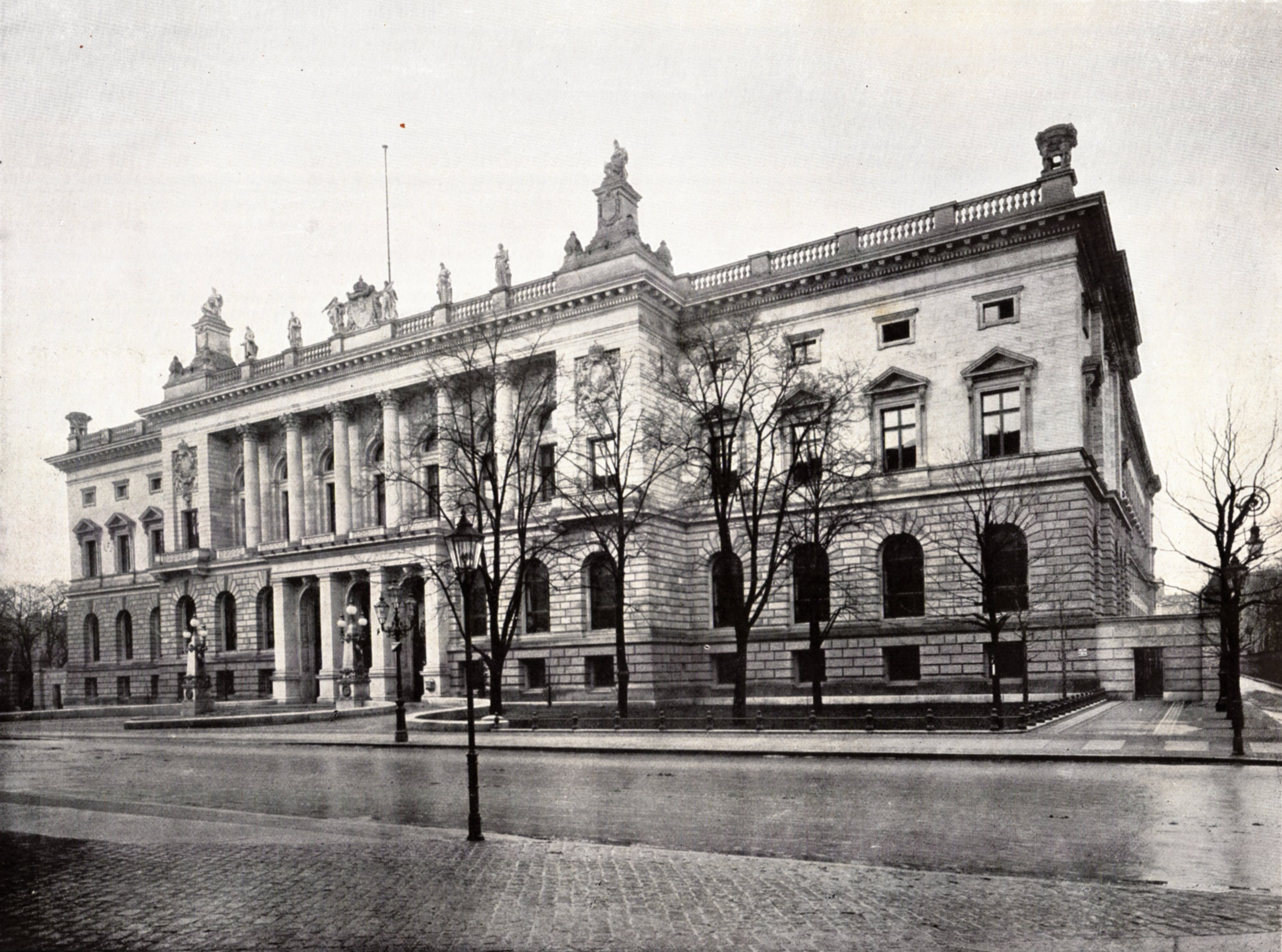
Cámara de Representantes de Prusia en 1900.

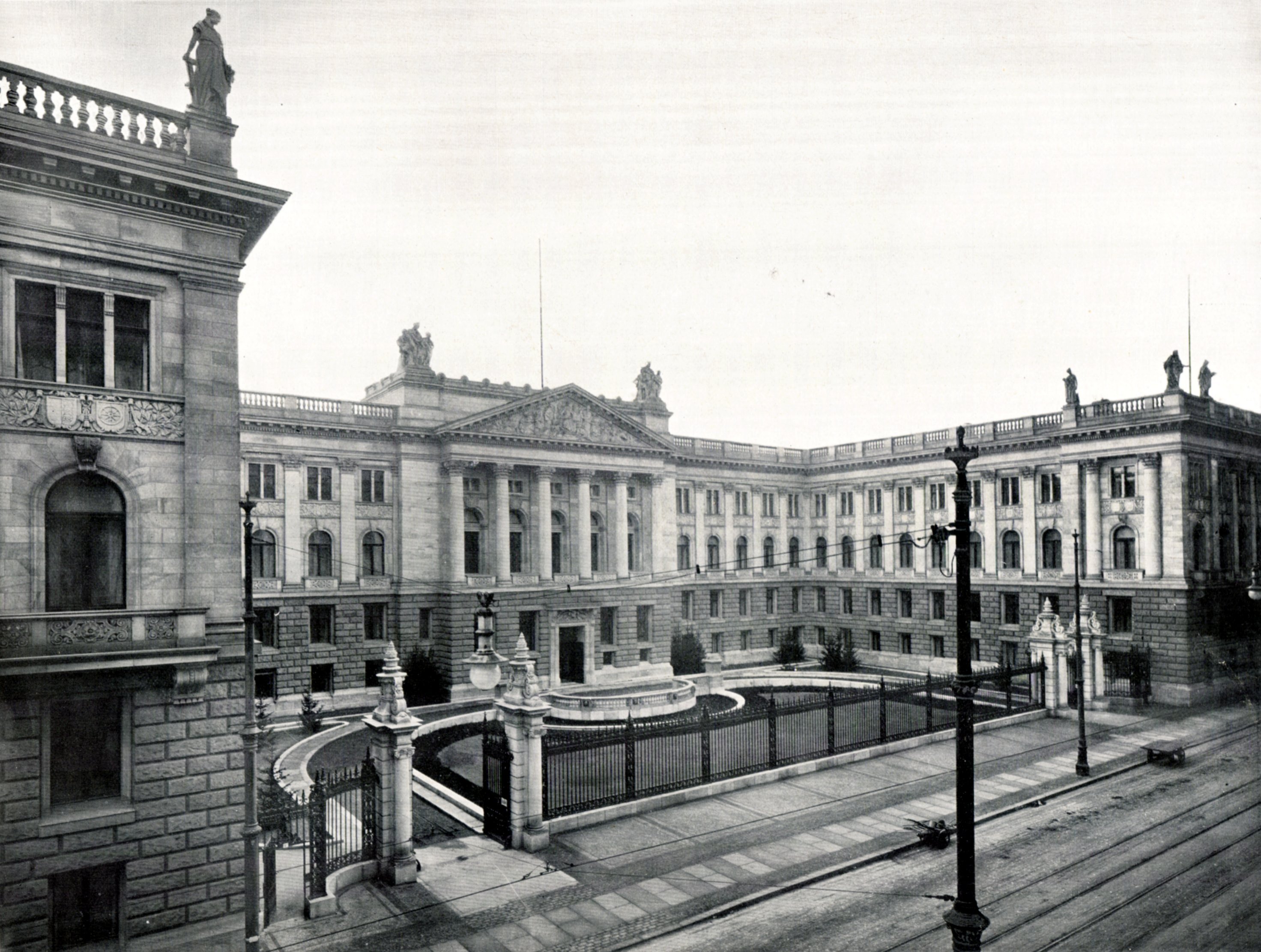
Cámara de los Señores de Prusia en 1900.

El sufragio prusiano de tres clases (en alemán: Preußisches Dreiklassenwahlrecht), conocido coloquialmente como sistema de las tres clases, fue un sistema electoral indirecto utilizado desde 1848 hasta 1918 en el Reino de Prusia y durante períodos más breves en otros estados alemanes. Los votantes se agrupaban por distrito en tres clases, con los pagos totales de impuestos en cada clase iguales. Los que más pagaban en impuestos formaban la primera clase, seguidos por los siguientes más altos en la segunda, con los que menos pagaban en la tercera. Los votantes de cada clase elegían por separado a un tercio de los electores, quienes a su vez votaban por los representantes. La votación no era secreta. El sistema de sufrago era una forma de prorrateo por clase económica en lugar de área geográfica o población. Los miembros de la Cámara de Representantes de Prusia eran elegidos de acuerdo con el sistema de las tres clases, al igual que los ayuntamientos de las ciudades y pueblos de Prusia de acuerdo con el Código Municipal de Prusia.
La base legal para el sistema electoral de tres clases fue la «Ordenanza sobre la realización de las elecciones de diputados a la Segunda Cámara» del 30 de mayo de 1849 y el «Reglamento sobre la realización de las elecciones a la Cámara de Representantes», que se emitió para la implementación de la ordenanza del 30 de mayo y luego enmendada repetidamente. El sistema electoral de tres clases se hizo parte de la constitución prusiana revisada del 31 de enero de 1850.
Con solo un párrafo agregado antes de 1918, la ordenanza se mantuvo casi sin cambios. Sin embargo, fue parcialmente invalidada varias veces o reemplazada por nuevas regulaciones. En 1860 se establecieron por ley los distritos electorales y los colegios electorales. En 1891 y 1893 se reformó la formación de clases electorales y en 1906 se introdujeron algunos cambios menores para agilizar el proceso electoral. Nunca hubo un cambio fundamental. Después de décadas de controversia e intentos fallidos de reforma, que para muchos hicieron que el sufragio prusiano de tres clases se convirtiera en un símbolo odiado de las deficiencias democráticas de Prusia, finalmente fue abolido a principios de la Revolución de Noviembre alemana de 1918-1919 que estalló después de la derrota de Alemania en la Primera Guerra Mundial.
Aunque hubo diferencias considerables entre distritos en los niveles de impuestos en los que se hicieron los cortes entre clases, el sistema tendió a favorecer a los conservadores y las áreas rurales sobre los liberales de izquierda y las ciudades. La participación electoral también fue significativamente menor en la votación de tres clases que en las elecciones para el Reichstag alemán, que no utilizó el sistema. A pesar de la disminución del peso de muchos votos, el sistema de las tres clases tenía la ventaja de permitir votar a todos los hombres, lo que muchos sistemas electorales contemporáneos en otros estados alemanes y países europeos no hacían.